# Gudmund Frunck
Gudmund Leonard Daniel Frunck, född den 17 januari 1854 i Svinnegarns socken, Uppsala län, död den 26 mars 1892 i Örebro, var en svensk litteraturhistoriker.
Frunck avlade mogenhetsexamen 1872 i Uppsala, där han 1884 blev filosofie licentiat och 1889 promoverades till filosofie doktor. Han utnämndes sistnämnda år till lektor vid Örebro högre allmänna läroverk. Fruncks arbete Bidrag till kännedomen om nya skolans förberedelser och utveckling (1889) är synnerligen grundligt och innehållsrikt. Åtskilliga smärre uppsatser trycktes i "Samlaren", "Nordisk tidskrift", "Pedagogisk tidskrift" med flera publikationer. Frunck verkade även som utgivare (Tessins fabler, Gyllenborgs självbiografi och Bref rörande nya skolans historia, 1886–1891, med rikhaltiga anmärkningar).